# Portunus

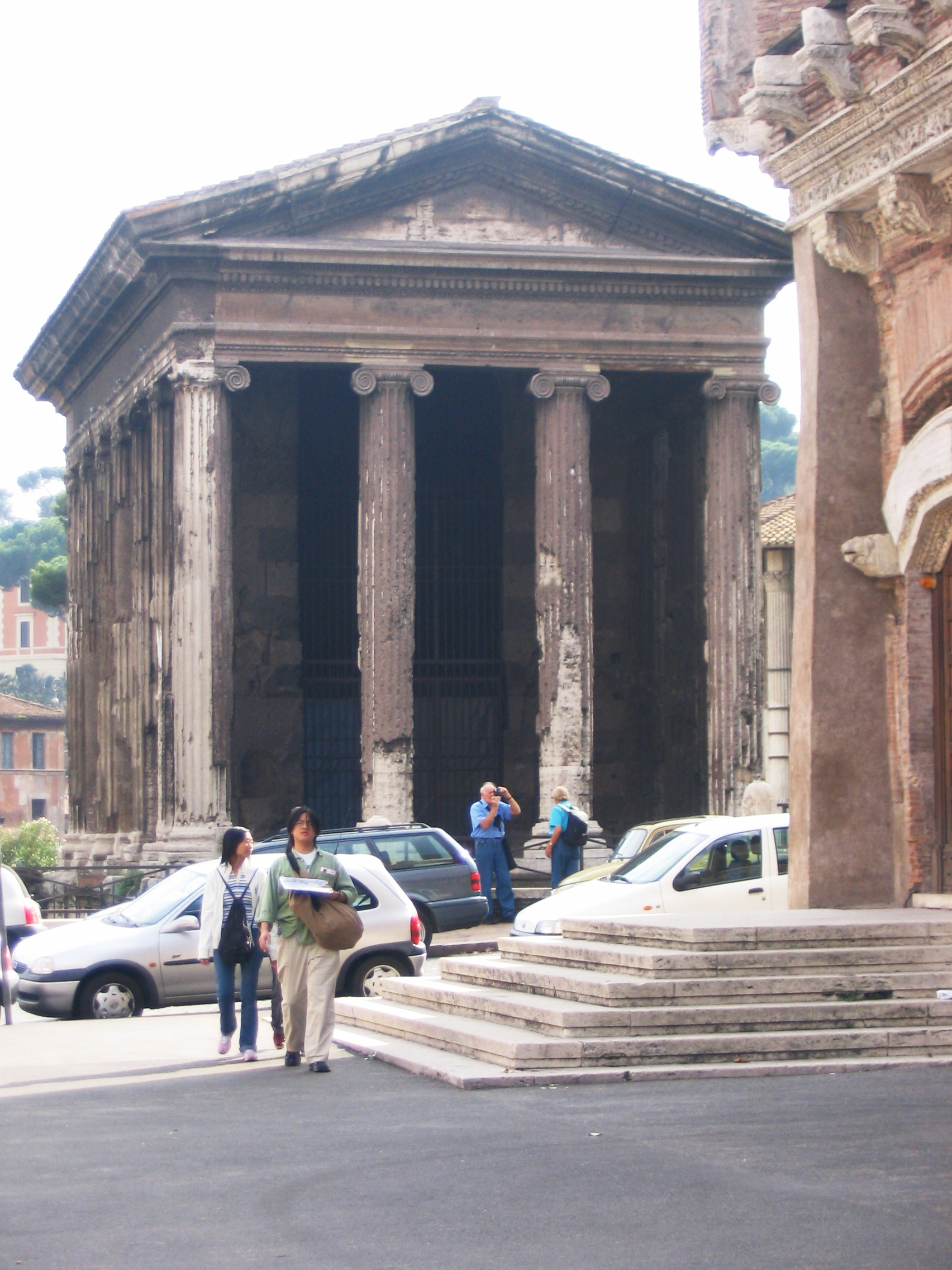
Portunustemplet i Rom.

Portunus (även Portumnus) är i romersk mytologi hamnarnas och hamninloppens gud, identifierad med grekernas Palaimon.
Från början syns namnet Portunus ha betecknat Janus eftersom portöppningar och dörrar var helgade åt Janus och portus i det äldre språket utmärkte genomgång och även husdörr. Liksom Janus framställdes han med en nyckel. Efter hand kom han alltmer att uppfattas som gudomlighet för hamnar och lyckosam sjöfart. Han dyrkades i Portunustemplet i Rom.